# Grafički horor roman (strip)
Grarfički horor roman je epizoda Dilan Doga objavljena u Srbiji premijerno u svesci #160. u izdanju Veselog četvrtka. Koštala je 270 din (2,3 €; 2,7 $). Imala je 94 strane.

## Originalna epizoda
Originalna epizoda pod nazivom Graphic horror novel objavljena je premijerno u #369. regularne edicije Dilana Doga u Italiji u izdanju Bonelija. Izašla je 30. maja 2017. Naslovnu stranicu je nacrato Điđi Kavenađo. Scenario je napisao Ratigher, a nacrtali Paolo Bacilieri, Montanari i Grassani. Koštala je 3,9 €.

## Kratak sadržaj
Daren F. Vulrič je crtač horor stripova (grafički dizajner) koji sa devojkom žvi u Južnom Kesingtonu, London. Njegova noćna mora je da ubistva koja se dešavaju u njegovim stripovima postaju realnost. Kada se to desi po drugi put, Daren kreće kod Dilan Doga i traži njegovu pomoć. Objašnjava mu dva slučaja gde su osobe ubijene do detalja na način kako je on prethodno opisao u stripovima. Radi se o Robertu Sosi, prevodiocu Vulričovih stripova za špansko tržište, te o Džordžu R. R. Muradovu, osnivaču Parrot Books, za koji Vulrič izdaje stripove. Dilan najpre odbija slučaj, jer mu je Vulrič antipatičan. Međutim, kada u knjižari kupi nekoliko Vulričovih stripova, ipak odlučuje da prihvati slučaj.
U poseti kod Marion (Vlasnica Parrot Books, Vulričov izdavač), Dilan saznaje da Vulrič ima veliki broj neprijatelja među kojima su ljudi iz sveta stripa, kao i desetak devojaka koje je u međuvremenu ostavio. Marion mu otkriva da je Vulrič bio ispodprosečan crtač stripova sve do 2001. godine kada je nacrtao dobar strip i počeo da se uzduže u svetu stripa. Na velikom banketu, međutim, pojavljuje se još jedna žrtva odrubljene glave. Ovoga puta radi se o Vulričovoj asistentkinji Romini Grim (s kojom Vulrič raskida vezu na početku epizode).
Finalna scena rezervisana je za sukob Dilana i Vulriča. Dilan optužuje Vulriča za sva ubistva, ali saznaje da se u Vulriču nalazi strano telo koje mu je omogućilo veliki uspeh po cenu da svako ubistvo koje opiše sprovedeno u realnosti.

### Nastavak
Ova epizoda ima direktan nastavak u #167 pod nazivom Grafički horor roman: nastavak (U Srbiji objavljena u decembru 2020)

## Odnos Dilana i Ranije Rakim
Odnos Dilana i Ranije je sada prijateljski sa blagim flertovanjem.

## Prethodna i naredna epizoda
Prethodna sveska nosila je naziv Korak anđela (#159), a naredna Teror (#161).